# Piotr Achinger
Piotr Tytus Achinger (ur. 28 lipca 1986 w Warszawie) – polski matematyk, doktor habilitowany nauk ścisłych i przyrodniczych, profesor Instytutu Matematycznego Polskiej Akademii Nauk.

## Kariera naukowa
Był finalistą 55. Olimpiady Matematycznej (2004) i zdobywcą II miejsca podczas 56. Olimpiady Matematycznej (2005), a także zdobywcą brązowego medalu podczas 46. Międzynarodowej Olimpiady Matematycznej (2005). Jest absolwentem XIV Liceum Ogólnokształcącego im. Stanisława Staszica w Warszawie (2005). 
W 2010 ukończył studia matematyczno-informatyczne (z tytułem magistra matematyki) na Wydziale Matematyki, Informatyki i Mechaniki Uniwersytetu Warszawskiego. W 2015 roku na Uniwersytecie Kalifornijskim w Berkeley uzyskał stopień doktora nauk nauk matematycznych w zakresie matematyki na podstawie pracy K(π,1) spaces in algebraic geometry napissanej pod kierunkiem Arthura Ogusa. W tym samym roku został zatrudniony w Instytucie Matematycznym Polskiej Akademii Nauk, gdzie w 2022 roku uzyskał stopień doktora habilitowanego nauk ścisłych i przyrodniczych w dyscyplinie matematyki na podstawie pracy pt. Deformacje, degeneracje i typy homotopii rozmaitości algebraicznych.
Zajmuje się topologią rozmaitości algebraicznych oraz geometrią algebraiczną (arytmetyczną) w dodatniej charakterystyce.
W 2016 otrzymał Nagrodę im. Kazimierza Kuratowskiego, w 2022 Nagrodę im. Wacława Sierpińskiego.